# Бельмон-Бруа
Бельмон-Бруа (фр. Belmont-Broye) — громада  в Швейцарії в кантоні Фрібур, округ Бруа.

## Географія
Громада розташована на відстані близько 35 км на захід від Берна, 13 км на північний захід від Фрібура.
Бельмон-Бруа має площу 25,8 км², з яких на 10% дозволяється будівництво (житлове та будівництво доріг), 65,9% використовуються в сільськогосподарських цілях, 23,2% зайнято лісами, 0,8% не є продуктивними (річки, льодовики або гори).

## Демографія
2019 року в громаді мешкало 5559 осіб (+29,4% порівняно з 2010 роком), іноземців було 24,9%. Густота населення становила 216 осіб/км².
За віковим діапазоном населення розподілялося таким чином: 25,1% — особи молодші 20 років, 61,4% — особи у віці 20—64 років, 13,5% — особи у віці 65 років та старші. Було 2220 помешкань (у середньому 2,5 особи в помешканні).
Із загальної кількості 2563 працюючих 151 був зайнятий в первинному секторі, 1053 — в обробній промисловості, 1359 — в галузі послуг.